# Флавий Тавр Селевк Кир
Флавия Тавр Селевк Кир (лат. Flavius Taurus Seleucus Cyrus), больше известный как Кир Панопольский (греч. Κύρος ὁ Πανοπολίτης), — влиятельное лицо в Восточной Римской империи, эпический поэт, философ и любитель греческого искусства. Он жил в Константинополе в правление императора Феодосия II.

## Биография
Кир родился в Египте в городе Панополис. Третье имя Селевк было характерно для македонцев. Как автор похвал, эпиграмм и эпической поэзии, Кир пользовался покровительством императрицы Евдокии. Около 426 года Кир вступил в должность городского префекта Константинополя в первый раз. Вскоре его полномочия были расширены, когда он был назначен префектом претория Востока в ноябре 426 г., что сделало его самым могущественным человеком в империи после императора Феодосия II. Кир был первым городским префектом, который отменил латинский язык как язык управления и издавал указы на греческом. Его деятельность по улучшению и украшению Константинополя была значительной: было введено уличное освещение и восстановлены несколько зданий, в том числе и городские стены, а также возведена церковь Богородицы. Он также внёс весомый вклад в создание университета в Константинополе. В 439 г. Кир вторично стал городским префектом.

Работы принесли ему большую популярность среди людей. По свидетельству летописца Зонары, видя, что городские стены отремонтированы с огромной скоростью, народ воскликнул: 
Константин [Великий] построил их, Кир восстановил их.
 Это сравнение беспокоило императора, который отстранил Кира от всех его обязанностей в августе 441 года. Но в том же году Кир стал консулом Римской империи. В скором времени Кир был обвинён в симпатии к язычеству и был сослан во Фригию, где он стал епископом города Кютахья в 443 году. Выбор места ссылки был сделан не случайно: народ уже убил четырёх предыдущих епископов Кютахьи.
Кир вернулся к светской жизни после смерти Феодосия в 450 году и возвратился в Константинополь. Он был помилован императором Маркианом и ему было возвращено его состояние. В 460 году Кир скончался.